# Friedrich Georg Pape
Pour les articles homonymes, voir Pape (homonymie).
Friedrich Georg Pape, francisé en Fréderic George Papé, né le 3 juillet 1763 à Fehrenbracht (dans la commune de Finnentrop) et mort le 11 mai 1816 à Trèves, est un homme politique mayençais, personnalité de la République de Mayence.

## Biographie
Avant la Révolution, il est vicaire directeur de seminaire de Colmar et prêtre de l’ordre des Prémontrés.
Friedrich Georg Pape participe activement au club des jacobins de la république de Mayence. Il prononce son discours sur la compatibilité de la nouvelle constitution française avec le catholicisme le 25 novembre 1792 à une séance au club des jacobins de Mayence dans le Château des Princes-Électeurs.
Il est enfermé, en 1793, dans la forteresse de Königstein. 
Il rejoint l'armée du Rhin en tant que capitaine adjoint. Il est attaché à la correspondance secrète de l'armée du Rhin. Entre 1793 et juillet 1798, il reste capitaine et commissaire du conseil de guerre d'Auxonne, où il se maria en 1794. Pape est nommé président de la cour criminelle de la Marne en juillet 1798, mais le Directoire français le nomme président de la cour civile du département de la Sarre à Trèves le 27 aout 1798. À partir de 1800, il vit à Paris et on perd sa trace. La date de son retour à Trèves, où il meurt en 1816, est également inconnue.

### Écrits

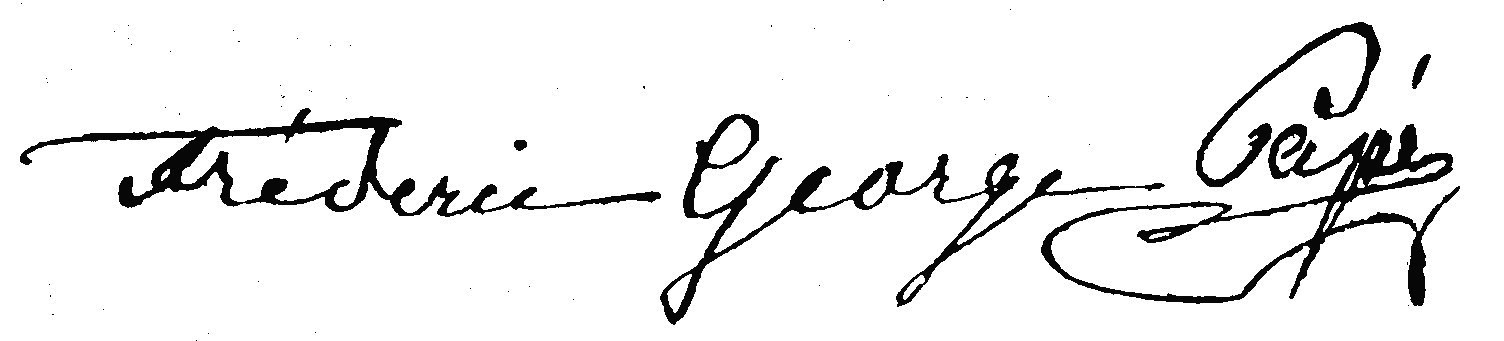
Signature française de Pape

- Sur la compatibilité de la nouvelle constitution française avec le catholicisme